# Karl Amundson
Karl Albert Byron Amundson, född 29 november 1873 i Grythyttehed i Grythyttan, död 21 februari 1938 i Stockholm, var en svensk generalmajor, ballongflygare och militärattaché. Perioden 1 juli 1926 – 25 februari 1931 var Amundson chef för Flygvapnet.

## Biografi
Amundson blev underlöjtnant vid fortifikationen 1894 och befordrad till kapten 1904. Åren 1911–1915 var han svensk militärattaché i Paris och 1913–1918 i Bryssel. Amundson befordrades 1915 till major och invaldes samma år som ledamot av Krigsvetenskapsakademien. Han var 1915–1920 och 1924–1925 chef för fälttelegrafkåren och 1920–1924 för Svea ingenjörkår, och befordrades till överste 1924 och generalmajor 1926.
Amundson var under år 1900 i Paris tillsammans med August Saloman för att studera ballonger och luftsegling för kustartilleriet och arméns räkning. I december samma år var han med om bildandet av ett svenskt luftseglarsällskap SAS, Svenska Aeronautiska Sällskapet där han var ordförande 1906–1911 samt 1930–1932. Han var flygvapenchef 1925–1931.
Amundson blev riddare av Vasaorden 1909, av Svärdsorden 1915 och av Nordstjärneorden 1922 samt kommendör av första klassen av Svärdsorden 1926.
Amundson var son till Johan Albert Amundson och hans hustru Alma Godtknecht samt gift med Blenda Millberg, med vilken han fick tre döttrar. Makarna Amundson är begravda på Solna kyrkogård.

### Fotnoter
1. ↑  Carlquist, Gunnar, red (1929). Svensk uppslagsbok. Bd 1. Malmö: Baltiska förlaget AB. sid. 942
2. ↑  Riddare av Kungl. Vasaorden i Sveriges statskalender 1931bih
3. ↑  Riddare av Kungl. Svärdsorden i Sveriges statskalender 1925
4. ↑  Riddare av Kungl. Nordstjärneorden i Sveriges statskalender 1931bih
5. ↑  Kommendörer av Kungl. Svärdsorden, 1:a kl. i Sveriges statskalender 1931
6. ↑  Gravar.se

### Allmänna
- Svensk uppslagsbok, 2:a upplagan 1947
- Amundson, Karl Albert Byron i Vem var det? (1944)
- Kjellander, Rune (2013). Svenska Flygvapnets högre chefer 1925-2005. Ödeshög: Rune Kjellander. sid. 40. ISBN 978-91-637-1183-1